# دیادورا
دیادورا، (به ایتالیایی: Diadora) شرکت تجهیزات ورزشی ایتالیایی است، که در زمینه تولید پوشاک، کفش ورزشی و لوازم موردنیاز فوتبال، دو و میدانی، دوچرخه‌سواری، تنیس و راگبی فعالیت می‌نماید.
شرکت دیادورا در سال ۱۹۴۸ توسط مارچلو دانیلی راه‌اندازی شد. دفتر مرکزی این شرکت در جیاورا دل مونتلو، ایتالیا قرار دارد.